# Hazlehurst (Mississippi)
Hazlehurst é uma cidade localizada no estado americano de Mississippi, no Condado de Copiah.

## Demografia
Segundo o censo americano de 2000, a sua população era de 4400 habitantes.
Em 2006, foi estimada uma população de 4374, um decréscimo de 26 (-0.6%).

## Geografia
De acordo com o United States Census Bureau tem uma área de
11,4 km², dos quais 11,3 km² cobertos por terra e 0,1 km² cobertos por água. Hazlehurst localiza-se a aproximadamente 134 m acima do nível do mar.

## Localidades na vizinhança
O diagrama seguinte representa as localidades num raio de 28 km ao redor de Hazlehurst.